# Jasiowa Huta
Jasiowa Huta is een plaats in het Poolse district  Kościerski, woiwodschap Pommeren. De plaats maakt deel uit van de gemeente Nowa Karczma en telt 69 inwoners.